# Petr Daněk
Petr Daněk (* 10. května 1957 Praha) je český muzikolog, pedagog, interpret, dramaturg a manažer.

## Život
Absolvoval obor hudební věda na Filozofické fakultě UK v Praze v roce 1981. Poté pracoval v Ústavu teorie a dějin umění ČSAV (1983–1990), na Ministerstvu kultury ČR (1990–1991), na Filozofické fakultě UK (1991–1993, 1997–dosud), jako člen výboru a dramaturg na festivalu Pražské jaro (1993–1996). Na hudební fakultě AMU spoluvytvářel obor hudební management (1993–1998). V letech 1991–1993 a 1997–2014 přednášel v Ústavu hudební vědy UK FF v Praze. Nyní[kdy?] působí na VŠMU v Bratislavě, kde přednáší dějiny hudby, metodologii hudební vědy a hudební manažment a dramaturgii. Od roku 2018 je profesorem pražské HAMU. Od roku 2019 do prosince 2020 byl členem oddělení muzikologie Ústavu dějin umění AV ČR.
Je členem České společnosti pro hudební vědu, členem Slovenské muzikologické společnosti, členem redakční rady časopisu Early Music, vedoucím souboru Duodena cantitans (1983–2001), Capella Rudolphina a Octopus pragensis, jež se zabývají interpretací hudby renesance, raného baroka a současnosti. Natočil a vydal u firmy Supraphon a Multisonic 5 CD s hudbou vrcholné renesance. Jako intendant pracoval pro Pražský filharmonický sbor (2001–2006), v letech 2006–2012 působil jako programový ředitel Symfonického orchestru hl. m. Prahy FOK.
Napsal a vydal řadu studií a článků v odborném tisku doma i v zahraničí věnovaných především dějinám hudby a současné hudební kultuře. Působí i jako překladatel odborných knih. Publikoval i množství popularizačních textů a průvodních slov ke koncertům. Je koordinátorem mezinárodního projektu Musica Rudolphina. Absolvoval řadu přednášek na zahraničních univerzitách (Víďeň, Lipsko, Drážďany, Goerlitz, Krakov, Varšava, Bratislava, Budapešť, Tel Aviv, Monterey ad.). Je pravidelně zván na zahraniční oborové konference. V letech 1988–1991 byl výkonným redaktorem časopisu Hudební věda. Je mezinárodně uznávaným specialistou na hudební kulturu rudolfínské Prahy a dějiny hudebního tisku. Spolupracuje s Českým rozhlasem na přípravě specializovaných pořadů k dějinám evropské hudby.

## Publikační činnost
studie
- Málo známý pramen vokální polyfonie rudolfínské éry, Hudební věda XX/1983, č.3, s.257-265, ISSN 0018-7003
- Dokumenty k operní soutěži hraběte Harracha, Miscellanea musicologica XXX/1983, s.147-176 (spoluautorka J. Vyšohlídová-Vojtěšková)
- Literátské bratrstvo v Jaroměři v době předbělohorské, Muzikologické dialogy 1984, Hradec Králové, 1986, s.233-243
- Nototiskařská činnost Jiřího Nigrina, Hudební věda XXIV/1987, s.2, s.121-136, ISSN 0018-7003
- Neznámý pramen vokální polyfonie české provenience, in : Nové poznatky o dějinách starší české a slovenské hudby, Praha, 1988, s.71 – 76,
- Die rudolfinische Musikkapelle und die böhmische Musikkultur, in : Prag um 1600, Freren, 1988, s.39 – 44, ISBN 3-923641-18-4
- editor - Alessandro Orologio : Canzonette a tre voci 1596, Thesaurus musicae Bohemiae, Praha, 1990 (spoluautor R. Měřínský)
- Tisky vokální polyfonie pražské provenience do roku 1620, Documenta pragensia X, Praha, 1990, s.219 - 238
- Neznámý rukopis ve fondu knihovny Národního musea, Miscellanea musicologica XXXIII/1992, s.71 - 84 (spoluautorka J. Novotná)
- Music in Bohemia in the Era of Renaissance and Humanism, Music News from Prague, Praha, 1993, č.5-6, s.3 - 5
- Valerius Otto Lipsiensis - "Fürstlich Lichtenbergischer Organist in Prag", V.Otto, Newe Paduanen, Galliarden...a 5, Editio Simiae Ludentes, Praha, 1993, s.4 -12, ISBN 80-901080-2-4
- Václav Trubka z Rovin - Studie o měšťanském mecenátu v rudolfínské Praze, Umění 4 XLVII/1999, s. 295 - 308, (spoluautoři M. Šroněk, J. Roháček)
- Svatba, hudba a hudebníci v období vrcholné renesance. Na příkladu svatby J.Krakovského z Kolovrat (Innsbruck, 1580), Opera historica 7, České Budějovice 2000, s. 207 – 264, ISBN 80-7040-384-5
- Významné přírůstky hudebního oddělení Národní knihovny ČR, Národní knihovna, Knihovní revue, 2 000/1, s. 34 – 35
- Claudio Monteverdi. Skladatel tvořící v pravdě, Mistři klasické hudby, č. 27, Praha, srpen 2 000
- Rudolfínská Praha jako hudební centrum, Opus musicum, 2000/4, s. 15 – 25, ISSN 0862-8505
- anglický překlad: Rudolfinian Prague as a Musical Centre in its time, Musik am Hofe Rudolfs II., Die Tonkunst, 2012/3, s. 312-319, ISSN 1863-3536
- Michael Praetorius Creutzburgensis – „Capellmeißter Teutscher Nation“ (1572–1621), Opus musicum 2001/5, s. 22-24, ISSN 0862-8505
- Spatřiti jest více než praviti. Stručná vzpomínka na Kryštofa Haranta ve třech kapitolách s předmluvou, epilogem a šesti vyobrazeními, Opus musicum 2002/1, s. 18 – 21, ISSN 0862-8505
- německý překlad : Czech Music 2004/4, příloha
- Neznámé renesanční quodlibety českého původu, Opus musicum 2002/2, s. 4 – 13, ISSN 0862-8505
- Varhanní hudba v Čechách v období vrcholné renesance, Opus musicum, 2002/3, s. 4 – 15, ISSN 0862-8505
- německý překlad : Orgelmusik in Böhmen zu Zeiten der Hochrenaissance. Bilanzen und Fragezeichen, Mitteleuropäische Aspekte des Orgelbaus und der geistliche Musik in Prag und den böhmischen Ländern, Edition IME, Reihe 1, Schriften, Bd.8, s.137-146, ISBN 3-89564-073-5
- Gloriosissimae Virginis Mariae canticum novum aneb zpráva z druhé ruky, Opus musicum 2 002/4, s.15-20, ISSN 0862-8505
- Heslo Böhmen. In : Österreichisches Musiklexikon. Wien, Österreichische Akademie der Wissenschaften, 2002. ISBN 3-7001-3043-0 (spoluautoři V. Reittererová, J. Černý)
- Heslo Kryštof Harant, In : Österreichisches Musiklexikon. Wien, Österreichische Akademie der Wissenschaften, 2002. ISBN 3-7001-3043-0
- Co všechno (ne)víme o hudbě české renesance, Opus musicum 2003/2, s. 29–33, ISSN 0862-8505
- Heslo Jiří Třanovský, in : Die Musik in Geschichte und Gegenwart, Zweite Ausgabe, Personenteil 16, 1009–1010
- Dum pulsantur organa. Znovunalezený tisk Francisca Saleho z dílny Jiřího Nigrina (1598), in: Per saecula ad tempera nostra, Sborník prací k 60. narozeninám Prof. J. Pánka, Historický ústav AVČR, Praha 2007, s.434-440, ISBN 978-80-7286-118-7
- Harmoniae miscellae ab exquisitissimis aetatis nostrae musicis aneb neznámý tisk motet Orlanda di Lasso z roku 1580, Opus musicum 2006/4, s.38-41, ISSN 0862-8505
- anglický překlad : Harmoniae miscellae ab exquisitissimis aetatis nostrae musicis, or an unknown printed copy of motets by Orlando di Lasso, of 1580, in : The Musicologist and Source Documentary Evidence, A Book of Essays in Honour of Professor Piotr Pozniak on his 70th Birthday, Musica Iagellonica, Kraków 2009, s.175-186, ISBN 978-83-7099-165-4
- Copak to ten Matěj (nebo Matouš) píše? Několik poznámek k iluminaci Matouše Radouše aneb stále čtěme klasiky, Opus musicum 2008/2, v s. 38-40, ISSN 0862-8505
- Flores musicales aneb několik poznámek k rožmberským „Libri musici“, Opus musicum 2008/1, s.32-37, ISSN 0862-8505;
- přetištěno in : Litera nigro scripta manet, sborník k 65. narozeninám J. Černého, Koniasch Press, Praha 2009, s.153-162, ISBN 978-80-86791-50-0
- Auswahlbibliographie zur Musikkultur am Hof Rudolfs II., in : Studia Rudolphina 9, Praha 2009, s. 142 – 155, ISBN 978-80-86890-27-2
- Partes rozličných autorův starých aneb výsledky práce semináře renesanční a raně barokní hudby na UK FF v Praze (1991 – 2010), Musicologia brunensia 45, 2010, 1-2, s. 75-92, ISBN 978-80-210-5303-8
- Numero Arithmetico notota Series officiorum pro Choro Musico Ustensi (1588) aneb pramen polyfonie plný překvapení (spoluautor J. Baťa), Hudobnohistorický výskum na Slovensku začiatkom 21. storočia, UK FF Bratislava 2012, s. 48 – 72
- Musica rudolphina. A project of international co-operation in musicological research (spoluautoři Jan Baťa, Michaela Žáčková, Jiří K. Kroupa), Czech Music Quarterly 2014/2, s.23-29, ISSN 1211-0264
- Začněte panny zpívati ... a hráti, aneb líbezně rozšafná marginálie k ritornelům Michnovy Loutny české (Begin, O Virgins, to Sing ... and Play! - Pleasingly Generous Marginalia for the Ritornellos of Michna's Loutna česká), spoluautorka Tereza Daňková, Musicalia, roč. 6, 2014, č. 1-2, s. 137-144 (česká verze), 145-153 (anglická verze), 154-158 (obr. přílohy)
- Zažil jsem konec romantismu v Čechách. Poznámky k interpretaci Smetanovy Mé vlasti, sborník Prezentácie – konfrontácie 2014, VŠMU Bratislava 2014, s. 77-82

Publikační činnost – knihy
- Musica noster amor. Hudba v rudolfínské Praze, in: Rudolf II. a Praha. Císařský dvůr a rezidenční město jako kulturní a duchovní centrum Střední Evropy, Praha, 1997, s.318 – 341, ISBN 80-902051-7-8
- anglický překlad : Rudolf II. and Prague. The Court and the City, Imperial Court - Music, Thames and Hudson, London 1997, s.628-646
- Rudolfínská Praha / Rudolfine Prague – Průvodce / A Guidebook, Edice Detail 5, Středoevropská galerie a nakladatelství, Praha 2007 (spoluautor), ISBN 978-80-902258-4-8
- Historické tisky vokální polyfonie, rané monodie, hudební teorie a instrumentální hudby v českých zemích do roku 1630. Se soupisem tisků z let 1488-1628 uložených v Čechách, Clavis monumentorum musicorum Regni Bohemiae, KLP Praha 2015, 224 s. ISBN 978-80-87773-13-0 (recenze knihy on-line)

Interpretační činnost - nahrávání CD
- Kryštof Harant z Polžic a Bezdružic : Missa quinis vocibus super Dolorosi martir, Multisonic 31 0247-2, Praha, 1994, 1997
- Musica temporis Rudolphi II., Supraphon 11 2176-2 231, Praha, 1995
- Mirabile mysterium. Sacred Music in Rudolphine Prague, Supraphon 0192-2 231, Praha, 1996
- Česká elektroakustická hudba – Milan Slavický /Adventus, Solitaire, Praha, 1996
- Felix Austriae Domus (1526–1626). Music in the 16th-century Habsburg Empires, Supraphon, Praha, 1997
- Claudio Monteverdi, William Byrd : Masses for Four Voices, Supraphon 3328 - 2, Praha, 1998
- Antologie české hudby – renesance, Divadelní ústav, Praha 2004